# Jenny of Oldstones
Jenny of Oldstones è un singolo del gruppo musicale britannico Florence and the Machine, pubblicato il 22 aprile 2019 e facente parte della colonna sonora dell'ottava e ultima stagione della serie televisiva Il Trono di Spade.

## Pubblicazione
Il brano compare nel secondo episodio dell'ottava stagione della serie Il Trono di Spade, intitolato A Knight of the Seven Kingdoms e trasmesso negli Stati Uniti il 21 aprile 2019. Esso viene eseguito prima da uno dei personaggi della serie, Podrick Payne, mentre la versione cantata dai Florence and the Machine viene impiegata nei titoli di coda. A partire dal giorno seguente, Jenny of Oldstones viene reso disponibile per il download digitale.

## Tracce
Testi e musiche di Ramin Djawadi, Daniel Weiss, David Benioff e George R. R. Martin.
1. Jenny of Oldstones – 3:09